# 高橋みゆき
高橋 みゆき（たかはし みゆき、1978年12月25日 - ）は、日本の元女子バレーボール選手、タレント。山形県山形市出身。ニックネームはシン。フレイヴ_エンターテインメント所属。

## 家族
バレーボール一家で、自動車整備工場を営む父・母・兄（2歳年上）・弟2人（2歳年下と4歳年下）の6人家族の長女として生まれた。
父は山形県出身で、山形県立山形工業高校を卒業後、千葉県に転居。実業団チーム市川毛織に所属。大古誠司が所属していた日本鋼管と対決したことがある。母は千葉県出身で元選手。
兄は、父がコーチとして務めた山形東小学校のバレーボール少年団を経て、地元の9人制のクラブチームでプレーしていた。
2歳年下の弟は東北福祉大学を卒業。2007年の秋田国体で、選手としてプレーとして実現したいかどうかだったので、秋田県の町役場に就職。その後沖縄県にある9人制チーム中部徳洲会でプレーしていた。
4歳年下の末っ子はVリーグチーム豊田合成トレフェルサに所属した高橋和人。

## 来歴
小学校1年生のときに父親が指導するスポーツ少年団に入り、バレーボールを始め、1997年、NECレッドロケッツに入団。1999年、第6回Vリーグで新人賞を獲得と共に、チームのリーグ（全勝）優勝に貢献した。2002年度から2004年度まで主将を務めた。チーム練習において手を抜くことから“手抜きのシン”と陰口を叩かれていたが、当時の監督であった葛和伸元から「お前はうまいだけのキャプテンじゃ。そんな選手はいらん」と叱られたことで改心した。
2000年、全日本代表に初選出。2001年からは全日本の主軸として活躍し、同年のグラチャンで銅メダルを獲得し、自身もサーブ賞を獲得した。
2002年世界選手権では全日本代表の主将を務めたが、成績は過去最低順位に終わり、アジア大会では中国、韓国に敗れた。このことから後に柳本晶一が全日本女子監督に就任した際、日本バレーボール協会から「代表に選ぶな」と言われたほど、協会内での評価は低迷していた。しかし柳本はキーマンの吉原知子、竹下佳江が勝負に突き進む性格のため、逆に明るい性格でチームの潤滑油になりうる存在として高橋を招集した。柳本監督が就任以降、ライトとして起用され、2003年ワールドカップでは、123得点を挙げ、スパイク決定率4位の活躍。ポジションはライトを任されるまでは、レフト一筋であった。その為柳本からは正ポジションを獲得する為に敢えて吉原と同ポジションで競わされた。
2004年アテネオリンピック出場も果たした。アテネオリンピックでは高橋の不調が成績低迷の一因となり、チームを纏めることが出来なかった。五輪以降はヨーロッパチームへの移籍などを通じて明るいキャラクターだけではなく、時には厳しい姿勢でチームを牽引するようになった。Vリーグでは3シーズン連続サーブ賞をはじめ第9回大会でMVPを受賞、3回の優勝経験をもつなど国内外で活躍した。
2005年ワールドグランプリでは、ポジションが本来のレフトに戻ると共に、副主将を任命され、ムードメーカーとしてチームを牽引し、同大会の決勝ラウンドで得点王を獲得した。
2005年8月から2シーズン、チームからの海外派遣という形で、セリエAのヴィチェンツァでプレーした。2005年10月9日、キエーリ戦でデビューを果たし、ヴィチェンツァは3-2で勝利したが、高橋は出場時間が短く、得点をあげるには至らなかった。当初、1年限りの派遣予定だったが、高橋本人の希望で期間延長された。その後はヴィチェンツァでは攻守に欠かせない存在となり、エースとして活躍した。
2006年5月より全日本に復帰し、同年の世界選手権では主将の竹下佳江や菅山かおる、杉山祥子らとともにチームを牽引し、自身もエースとしてオランダ戦では26得点を挙げる活躍を見せた。
2007年9月、NECレッドロケッツへ復帰した。第14回アジア選手権で日本を24年ぶりの優勝へ導くと共に、自身もMVPを獲得した。同年のワールドカップに2大会連続で出場した。2008年8月、北京オリンピックに出場。
2009年6月、NECレッドロケッツを退団した。エイベックスと芸能活動などに関する専属契約を結んだ。当面は競技から離れる意向を示唆していた。
2011年11月14日、トヨタ車体クインシーズへの入団が発表された。現役復帰は2年5ヶ月ぶりとなる。2012年4月に退団。
2015年4月25日、一般男性との結婚を発表。
2018年7月11日、第一子となる男児を出産。

## 球歴
- 全日本代表 - 2000-2008年
- 全日本代表としての主な国際大会出場歴
  - オリンピック - 2004年、2008年
  - 世界選手権 - 2002年、2006年
  - ワールドカップ - 2003年、2007年

## 所属チーム
- 山形東小
- 山形第四中
- 山形市立山形商業高校
- NECレッドロケッツ（1997-2009年）
  -  ヴィチェンツァ（2005-2007年 海外派遣）
- トヨタ車体クインシーズ（2011-2012年）

## 受賞歴
- 2000年 第6回Vリーグ 新人賞
- 2001年 ワールドグランドチャンピオンズカップ ベストサーバー賞
- 2001年 第50回 黒鷲旗全日本バレーボール選手権大会 ベスト6
- 2002年 第8回Vリーグ 敢闘賞、ベスト6
- 2003年 第9回Vリーグ 最高殊勲選手賞、レシーブ賞、サーブ賞、ベスト6
- 2003年 第12回アジア選手権 ベストスパイカー賞
- 2004年 第10回Vリーグ サーブ賞
- 2005年 ワールドグランプリ 得点王
- 2007年 第14回アジア選手権 MVP

## 出演

### テレビ番組
- スポーツドミンゴ（2011年4月 - 2012年3月、NHK BS1） - キャスター
- run for money 逃走中（フジテレビ、2013年1月6日、13日）
- battle for money 戦闘中（2013年4月7日、フジテレビ） - 勝利を収め、155万円を獲得した。
- サンデーモーニング（2013年9月1日、TBS） - スポーツコーナー
- 東京タイマー2020（2015年2月21日 - （不定期）、朝日放送）
- ライオンのグータッチ（フジテレビ）グータッチサポーター
- やまホリ（2022年2月26日 - 、NHK山形） - 司会（馬場園梓と隔週出演）

ほか多数

### テレビコマーシャル
- 神戸女子大学（2008年）

## 著書
- シン! （実業之日本社、2008年） ISBN 9784408451527